# Andricus fecundatrix
Andricus fecundatrix är en stekelart som först beskrevs av Hartig 1840.  Andricus fecundatrix ingår i släktet Andricus och familjen gallsteklar. Arten är reproducerande i Sverige. Inga underarter finns listade i Catalogue of Life.

## Bildgalleri

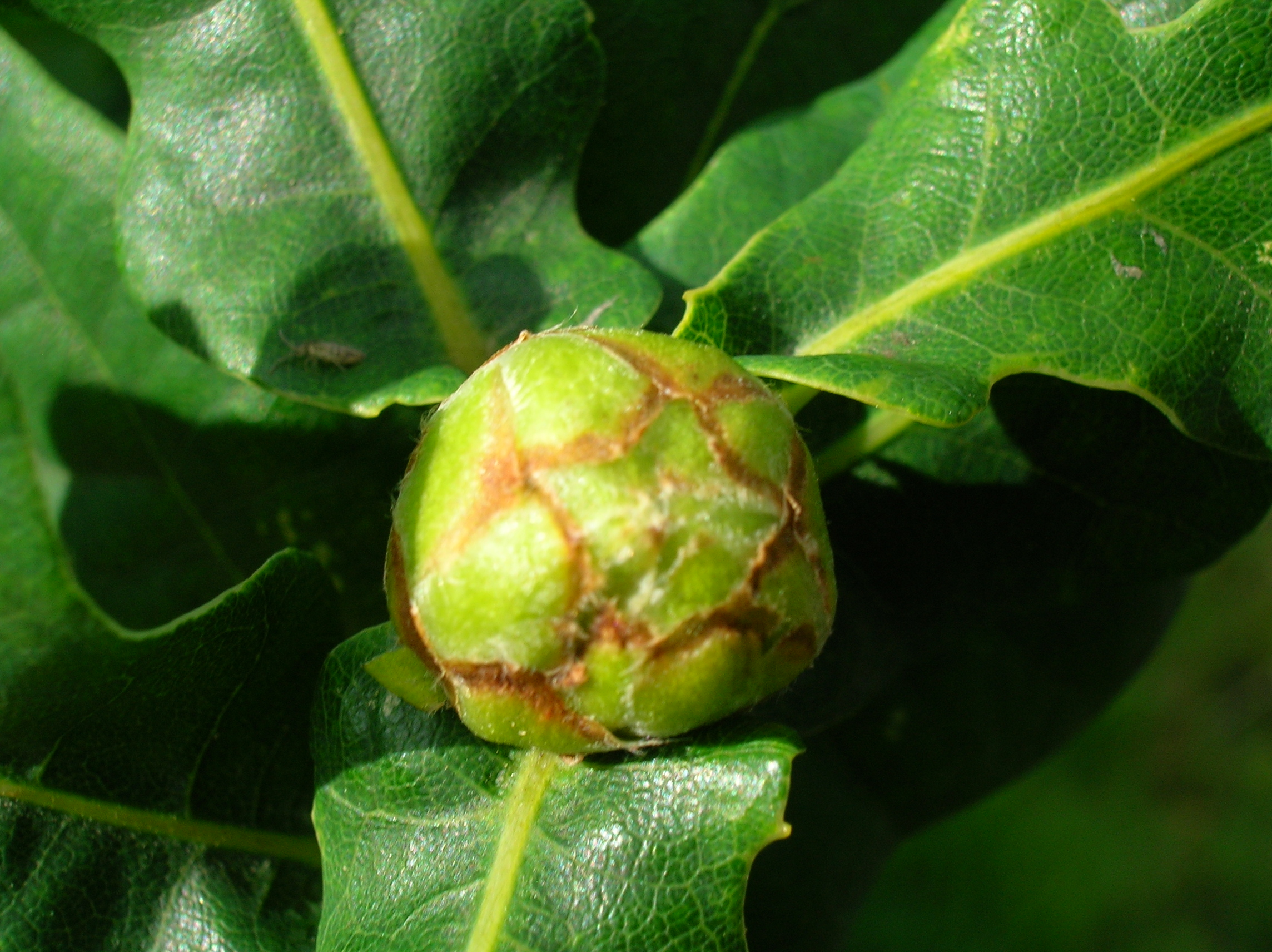
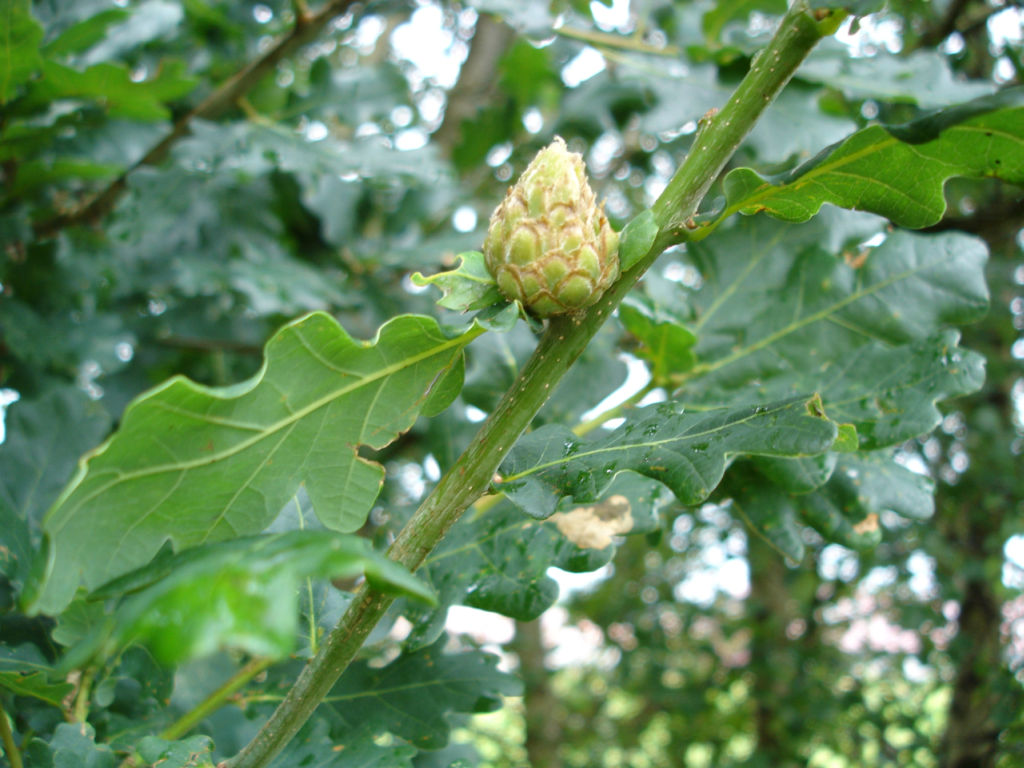
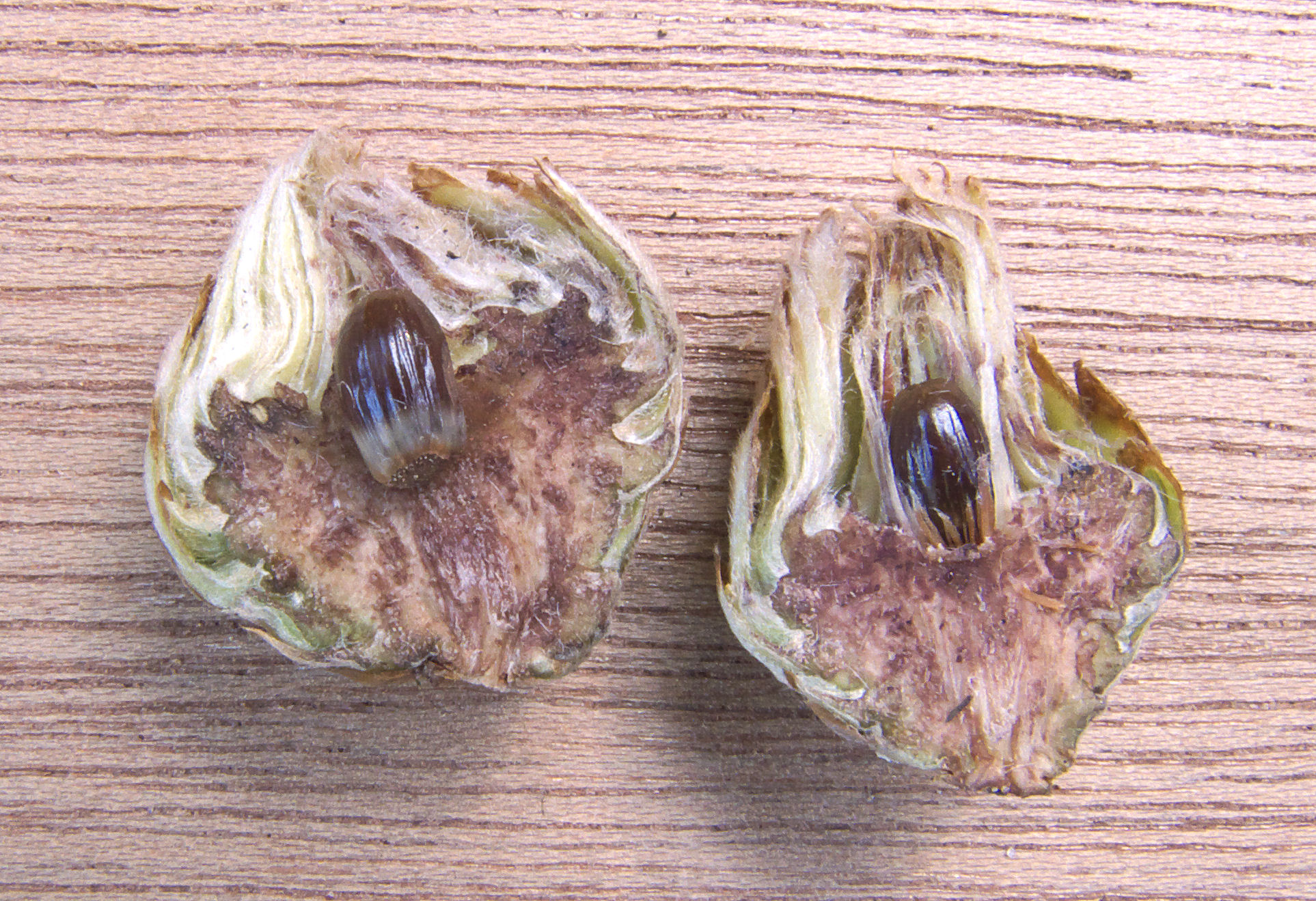
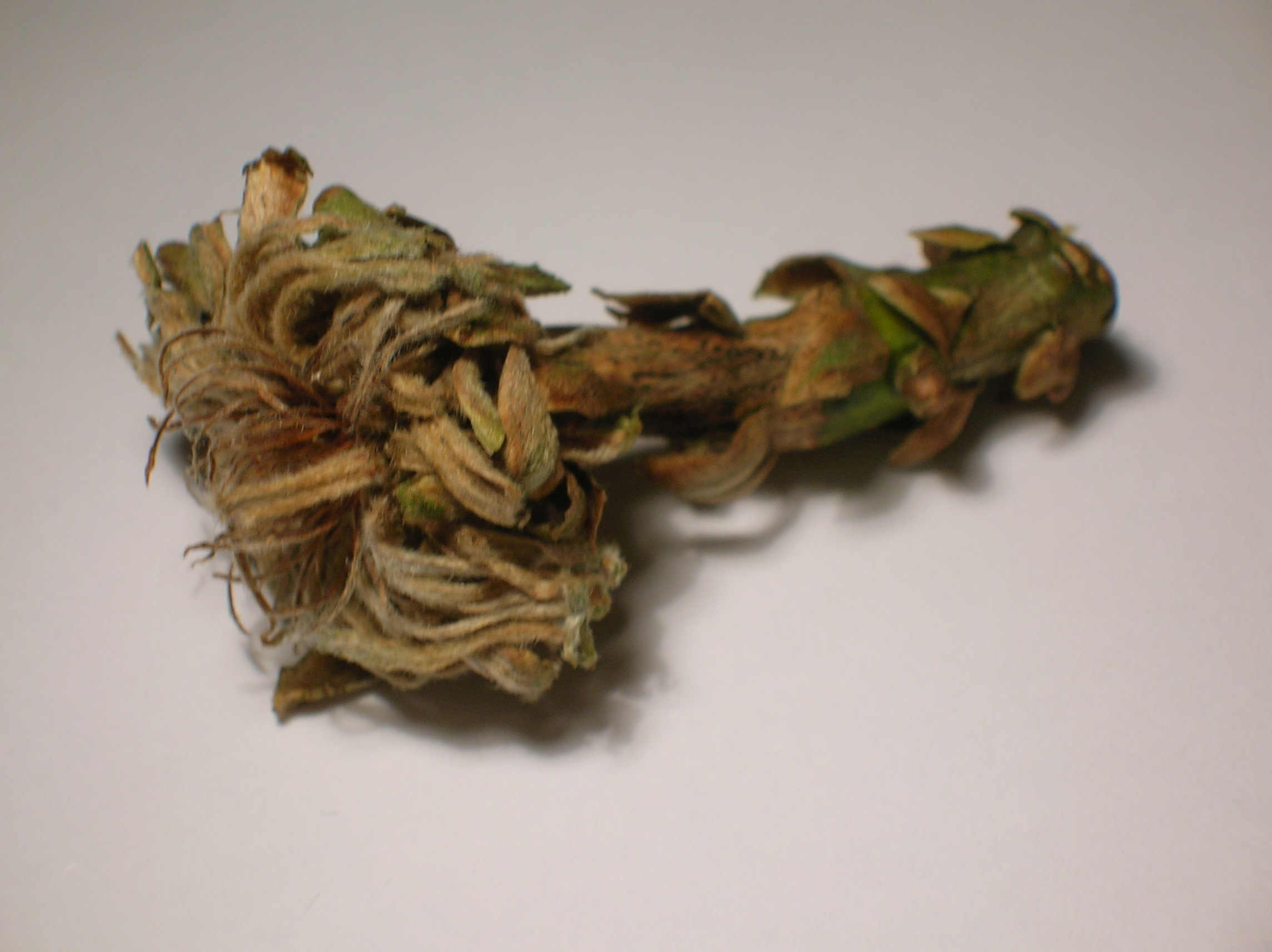